# Floros Floridis

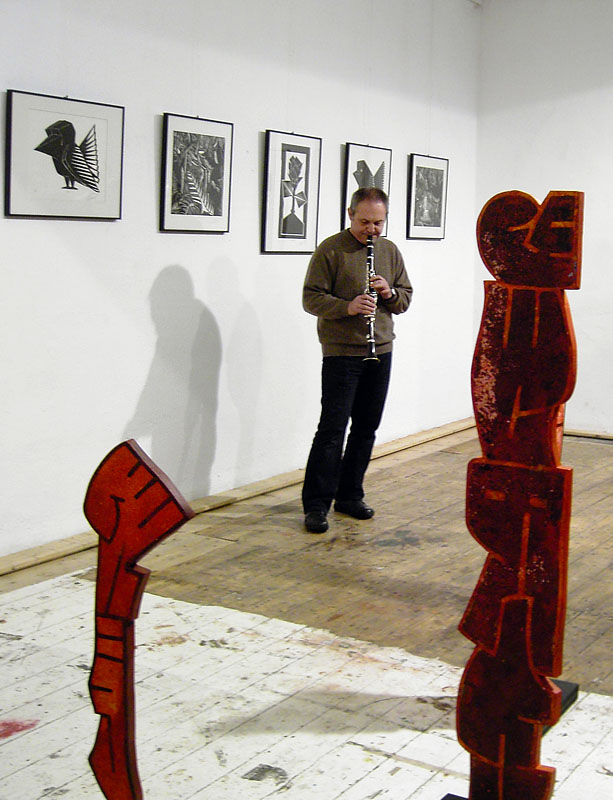
Floros Floridis 2006 im ort Wuppertal

Floros Floridis (griechisch Φλώρος Φλωρίδης, * 1952 in Thessaloniki, Griechenland) ist ein griechischer Jazzmusiker und Klarinettist, dessen musikalischer Schwerpunkt freie improvisierte Musik ist.

## Leben
Floros Floridis studierte Physik an der Aristoteles-Universität Thessaloniki und anschließend klassische Klarinette bei dem rumänischen Professor Konstantin Ugureanou. 
Seit den 1970er Jahren arbeitet er als professioneller Musiker in verschiedenen Formationen hauptsächlich im Bereich Free Jazz und freier improvisierter Musik. 1979 veröffentlichte er mit Sakis Papadimitriou das erste modern jazz Album in Griechenland: Improvising at Barakos. Er spielte bei Konzerten und Festivals in verschiedenen europäischen Ländern und in den USA zusammen mit Peter Kowald, Conny Bauer, Günter Baby Sommer, Evan Parker, Peter Brötzmann, Carlos Zingaro, Barry Guy, Fred Van Hove, Nicky Skopelitis, Andrew Cyrille, Barre Phillips, Eberhard Weber und anderen internationalen Musikern. Mit den griechischen Musikern Mihalis Siganidis, Kostas Vomvolos, Savina Yannatou, Andreas Georgiou, Yorgos Dimitriadis und anderen nahm er über 25 CDs auf. Von 1986 bis 2006 war er Mitglied der griechischen Gruppe Imerini Kolimvites (Winterschwimmer). Mit dem Black Sea Orchester, einem Allstar-Ensemble aus acht Ländern rund um das Schwarze Meer, war er international auf Tournee.
1983 gründete er das Festival für Jazz und improvisierte Musik in Thessaloniki und war neun Jahre lang dessen Leiter. Zwei Jahre war er ab 1995 als Produzent für das griechische Radio tätig. 1997 war er künstlerischer Leiter der Jazzveranstaltungen der Europäischen Kulturhauptstadt Thessaloniki.
Floridis komponiert Musik für Kurz- und Dokumentationsfilme, Theater und Tanz. 2001 komponierte er die Filmmusik für den Spielfilm Annas Sommer von Jeanine Meerapfel und 2004 für den Film Faruks Café. An verschiedenen Schulen in Griechenland unterrichtete Floridis Saxophon und gab Kurse in Improvisation an der Aristoteles-Universität Thessaloniki. 1981 gründete er das Label j.n.d.records und belebte es nach einer Unterbrechung von fünfzehn Jahren als j.n.d. re-records. Außerdem beschäftigt sich Floridis mit Malerei und graphischen Arbeiten, unter anderem für Plattencover und Plakate.
Floridis lebt in Thessaloniki und Berlin.

## Diskografie
- Improvising at Barakos (mit Sakis Papadimitriou, 1979)
- LSFW Ellispontos (mit Paul Lytton, Hans Schneider, Phil Wachsmann, 1986)
- Krok Trio (mit Mihalis Siganidis, Dimitris Polizoidis, 1986)
- The Arrow of Time (mit Carlos Zingaro, Jean-Marc Montera, Mihalis Siganidis, Paul Lovens u. a., 1989–1993)
- Human Aspect (mit Vincent Chancey, Louis Moholo, Peter Kowald, 1990)
- Pyrichia (mit Peter Kowald und Ilias Papadopoulos, 1991)
- Florina Brass Band (1996)
- Black Sea Orchestra (mit Ivo Papasov, Enver Ismailov, Okay Temiz, Harry Tavitianu. a., 1996)
- Aphorisms (mit Peter Kowald, Günter Sommer, 1998)
- Wutu-Wupatu (mit Mihalis Siganidis, Kostas Vomvolos und Okay Temiz, 2002)
- The Alliteration mit Nikolaus Neuser, Manuel Miethe, Antonis Anissegos, Gerhard Gschlößl, Akira Andō, Maurice de Martin (2014)

## Filmografie
- 2001: Annas Sommer
- 2008: Wer sich nicht wehrt, kann nicht gewinnen
- 2012: Der deutsche Freund
- 2021: Eine Frau